# 데니스 알리베크
데니스 알리베크(루마니아어: Denis Alibec, 1991년 1월 5일 ~ )는 루마니아의 축구 선수로, 현재 루마니아 리가 I의 파룰 콘스탄차와 루마니아 축구 국가대표팀에서 공격수로 뛰고 있다.
알리벡은 유소년 커리어를 칼라티스 만갈리아, 스테아우아 부쿠레슈티, 파룰 콘스탄차에서 시작하였고 파룰 콘스탄차에서 프로 데뷔를 하였다. 18세에 인테르나치오날레로 이적하였고 몇 번의 임대 생활 끝에 아스트라 지우르지우로 완전 이적하였다. 아스트라 지우르지우 시절 정기적인 출장과 준수한 활약으로 클럽을 리가 I의 정상으로 올려놓았고 이 활약으로 2017년 1월 스테아우아 부쿠레슈티로 이적하였다.
루마니아 국가대표팀 소속으로 2015년부터 발탁되어 유로 2016에도 참가하였다.